# Romániai magyar sportirodalom
Romániai magyar sportirodalom és -publicisztika, az erdélyi sportélet kezdetei a 19. század második feléig vezethetők vissza. Mint kiemelkedő teljesítményét említhetjük meg az atlétikában Somodi István kolozsvári származású, de Budapesten jurátuskodó magasugró atlétát, aki az 1908-as londoni olimpiai játékokon a brit Cornelius Leahyval és a francia Georges Andréval holtversenyben a második – az ezüst érem birtokosa – lett.

## Sportkönyvek

### 1918 után
1918 után azonban Erdélyben mind a magyar sportélet, mind a sportirodalom meglehetősen nehezen indult be. Kolozsváron például a román katonai hatóságok egy 1919. június 23-i rendelettel mindennemű sporttevékenységet betiltottak, s ezt a tilalmat csak 1920 augusztusában oldották fel. A közbeeső időszakban elsősorban Arad és Temesvár sportegyesületeibe átigazolt egykori KAC- és KEAC-versenyzőkről tudunk. A sportrendezvényeket ennek ellenére az erdélyi lapok kivétel nélkül rendszeresen népszerűsítették, s tudósítottak a jelentősebb, elsősorban helyi vonatkozású eseményekről, az eleinte ritkább, majd egyre gyakoribb nemzetközi mérkőzésekről.
Az első sportkiadvány a Somodi István szerkesztette Athletikai évkönyv volt (Kolozsvár, 1922): a tanulmánykötetnek is beillő munka az előző év emlékezetes sportteljesítményeinek felelevenítése mellett az atlétika különböző ágainak akkor időszerű problémáival is foglalkozott. Dribler Alfonz és Róbert György Félpálya kiadó címmel (Temesvár, 1936) humoros labdarúgó történeteket gyűjtött össze a sportág kedvelőinek, főképp közönségének szórakoztatására. A következő évben Mező Ferenc A kolozsvári viadaliskola címmel eredetileg a budapesti Testnevelés c. folyóiratban (1937/4) megjelent történeti áttekintését jelentették meg különnyomat formájában (Kolozsvár, 1937).
Részben a sportkiadványok sorába tartozik a brassói Encián Turista és Testnevelési Egyesület Jubileumi Évkönyve, amely az Egyesület fennállásának 15. évfordulójára jelent meg Ördögh Sándor szerkesztésében.

### 1944 után
A második világháború után a magyar nyelvű sportirodalom folytonosságát a Messer Sándor által összeállított Jövő-Sport 1946–1947-es Évkönyv (Arad, 1946) jelentette. Utána évtizedeken át csak a (többnyire orosz nyelvből fordított vagy átdolgozott) hivatalos sportbrosúrák voltak magyarul is hozzáférhetőek. Változás az 1970-es évek elején következett be, amikor két összefoglaló jellegű könyv is megjelent: Hegedüs Sándor és Lőrinczy Ferenc kolozsvári testnevelő tanárok összeállításában A sport világa c. összefoglaló kötet (Bukarest, 1976), majd Áros Károlytól a Sportjátékok könyve (Bukarest, 1980). Ezekkel párhuzamosan egyes sportágakat szakszerűen bemutató kötet is napvilágot látott: Bartha Béla és Szakács József Vitorlázó és sárkányrepülés c. kötete (Bukarest, 1981) – utóbbi kettő a Kriterion Kiskalauz sorozatban. A jégkorongsport-témát Nagy Benedek és Székedi Ferenc könyve (Ötvenéves a csíkszeredai jégkorongsport. Csíkszereda, 1978) képviseli.
Az egymást követő kötetek témája jelzi, hogy a legnagyobb érdeklődés a legnépszerűbb sportág, a labdarúgás iránt mutatkozott: ebben a tárgykörben jelentek meg Áros Károly könyvei (Labdarúgó tavasz. 1979; A labda kerek. 1980; Montevideótól Madridig. 1982), illetve más sportágakat is felölelve Derzsi Ede és Mátray Erzsébet összeállításában a röplabdázók úti és sportélményeit egybegyűjtő A labda kerek c. kötet (1978), illetve Székely László Bajnokok közelképben c. kötete (1979). A sportág történetéről nagyobbrészt a sajtóban jelennek meg cikkek, így Szabó Sámuel a brassói labdarúgás történetéről közöl sorozatot (Brassói Lapok, 1970).
Néhány magyar szerző románul jelentette meg sport témájú könyvét: Dobay István sokszoros labdarúgó-válogatott emlékeit Şut… goool! címmel a bukaresti Sport-Turism Kiadó adta ki 1979-ben, Dudás József temesvári (Timişoara – leagănul fotbalului românesc. Temesvár, 1971) és Fazekas György nagybányai futballtörténetét (Fotbal băimărean. Nagybánya, 1971) pedig a helyi sportegyesületek.

### 1989 után
Az 1989-es változás után megszaporodott a hazai kiadású magyar nyelvű sport tárgyú könyvek száma, igaz, legnagyobbrészt kis olvasókört kielégítő helyi kiadványokkal. A leghálásabb sportág ekkor is a futball volt: Áros Károly két könyvben idézte fel a labdarúgó vb-k kiemelkedő eseményeit: Montevideótól Los Angelesig (Sepsiszentgyörgy–Nagyvárad, 1994) és Montevideótól Párizsig (Sepsiszentgyörgy, 1998), Oroszhegyi József a legendás Pecsovszky József élettörténetét (Csala – a „szőke csoda”. Arad 2000), Benedek István a kolozsvári repülőmodellezés történetét írta meg (Repülőmodellezés Kolozsváron. Kolozsvár, 1996), Boda Jenő a hazai jégkorongozás múltjának egy kiemelkedő fejezetét (A csíki jégkorong sikerei a XX. században. Csíkszereda, 2000), Demjén László a Nagyvárad sportéletében nagy szerepet játszó egyesület történetének egy fejezetét elevenítette fel (A nagyváradi AC a magyar nemzeti bajnokságban, 1941–1944. Kecskemét, é. n.), ugyancsak egy híres labdarúgócsapat történetét írta meg Szucher Ervin (Volt egyszer egy nagy csapat. Marosvásárhely, 2001).
Balázs Jolán és Demjén László egy-egy könyvét románul adták ki (Atena-Atlanta. 1896–1996. Bukarest, 1997; File din istoria fotbalului orădean şi alte ramuri sportive. 1945–1960. Nagyvárad, 1996), ugyancsak románul jelent meg Szabó Mihály két kiadást is megért könyve a kézilabdáról (Handbal. Brassó, 2001 és 2004), valamint Tóth Sándor futballkönyve (Tehnica şi tactica jocului de fotbal. Brassó, 2005).

## Magyar nyelvű sportújságírás

### 1918 után
A sportkedvelő közönség érdeklődését az önálló kiadványoknál sokkal inkább kielégítette a sajtó. Úgyszólván minden napi- és hetilapnak volt sportrovata, s ezek a helyi, országos és nemzetközi sporteseményekről rendszeresen közöltek anyagot. Soknak közülük saját sportrovatszerkesztője is volt. A lapszerkesztést azonban számos tényező gátolta (a hírforrások elérhetőségének nehézségei, a tudósítási költségek, a postai kiadások, a gyenge kapcsolatok más városokkal, a terjesztés, stb). És főképp az, hogy a nagy lapok egy része a magyarlakta vidékektől távolabb jelent meg, így a fővárosi lapokkal szemben a vidék hírszolgálata is hátrányban volt. Ugyanakkor a későbbi bukaresti román lapok nyíltan akadályozták a magyar vetélytársakat a tájékozódásban, a terjesztésben.
A két világháború közötti időszak jelentősebb magyar sportlapjai:
Vidéki Sport – 1919-ben indult Aradon, Mittermayer Ödön szerkesztésében. Hétfői sportszaklap volt. 1923-tól megszűnéséig, 1927 novemberéig Erdélyi Sport címmel jelent meg.
Sport – Kolozsváron jelent meg 1921–27 között. Előbb (1924-ig) a Romániai Sportszövetségek Szervezetének (FSSR) hivatalos lapjaként, később mint társadalompolitikai, közgazdasági és kulturális témákkal is foglalkozó lap. Felelős szerkesztői: Nagy Lajos (1921–22), Blumberg József (1923), Erős Vilmos (1924-től), szerkesztője 1925-ig Molitórisz Pál, társszerkesztője Sztojka László.
Sportélet – Nagyváradon jelent meg 1921–26 között a nagyváradi sportszövetség hivatalos heti közlönyeként. A sport minden ágával foglalkozott. Főszerkesztője Steiner Sándor (1923–24-ben), felelős szerkesztői Kovács Kálmán, Szántó Sándor, Kiss Ernő, Berkes József voltak.
Vadász-Újság – Marosvásárhelyen adták ki, 1921–31 között. Vadászati, fegyvertechnikai, vad- és kutyatenyésztési témákkal foglalkozott. Havonta jelent meg. Szerkesztője Földesy György volt.
Sporthírlap – Nagyváradon jelent meg 1924–26 között. Minden sportágazattal foglalkozott. Főszerkesztője Szántó Zsigmond (1924–25), Berkes József (1926).
Sportélet – Aradon jelent meg 1928–31 között. Hetilapként a sport minden ágát felölelte. „Románia egyetlen magyar nyelvű sport-sakklapja”-ként hirdette magát. Szerkesztője Stengel Imre volt.
KKASE Sportszemle – A Kolozsvári Közgazdasági Alkalmazottak Sportegyesületének kiadványa, „az egyesület hivatalos sportfolyóirata” volt. 1928-ban jelent meg. Főszerkesztőként Horosz Béla, volt sokszoros országos műkorcsolyázó bajnok, edző, sportszakíró szerepelt. Felelős szerkesztője Andrási Gyula volt.
Sport-Szezon – Temesváron jelent meg 1928-ig hetilapként. Alcíme szerint profiljába tartozott a „kritika, művészet, színpad, sport, társaság, divat, film”. Hetilap volt, szerkesztette Damó Jenő, mellette Blumberg József, Grósz Sándor, Mann Endre. Főmunkatársként Franyó Zoltán neve is szerepelt.
Sport és kritika – Temesváron jelent meg 1931–40 között, eleinte hetilapként, 1934-től hetente kétszer, 1935-től hetente háromszor. Szerkesztője és kiadója Hajdú Jenő, főszerkesztője 1933–35 között Kozmuth Artúr volt.
Sport – Nagyváradon jelent meg 1932–35 között. Alcíme szerint „sportkritikai hetilap”. Felelős szerkesztője és kiadója Stern Zoltán, Török Tibor és Flegman Géza, szerkesztette Farkas Pál és Klein Sándor.
Sport-Riport – Marosvásárhelyen jelent meg 1936–40 között (1936 után csak Riport címmel). A sporttal kapcsolatos anyagok mellett helyi vonatkozású riportot, színházi híreket, cikkeket, a társadalmi élettel foglalkozó írásokat is közölt. Felelős szerkesztője Kertész Ákos, szerkesztője Schönbrunn Jenő volt.
A felsoroltakon kívül rövid életű (egy-két számot vagy legfeljebb néhány hónapot) megért sportlap jelent meg Kolozsváron (Sporttudósító, 1931), Szatmárnémetiben (Északi Sport, 1931–32, Északi Sport Híradó, 1933), Bukarestben (Sportkurír, 1935), Nagykárolyban (Sportélet, 1935).

### 1944 után
A második világháború utáni első években szintén volt néhány sportlap-kezdeményezés, többnyire napilapok melléklapjai: Világosság – Hétfői Sport (a kolozsvári Világosság c. napilap hétfői melléklapja, megjelent 1945–46-ban), Igazság – Hétfői Sport (a Kommunista Párt kolozsvári napilapjának 1946–48 között megjelent hétfői melléklapja), Bánáti Népsport (Temesváron 1947. április–június között kiadott sporthetilap). Hosszabb élettartama egyetlen magyar nyelvű sportlapnak volt ebben az időben, ez Bukaresti Népsport címmel 1949. február 24-én indult és az év május 10-ig jelent meg. Ekkor címét Népsportra változtatta, s a Népi Sportszervezet (OSP) központi lapja lett, heti kétszeri megjelenéssel. Kiadója 1950. március 12-től a miniszterelnökség mellett működő Testnevelési és Sportbizottság, valamint az Országos Szakszervezeti Tanács (CGM). Később a román nyelvű Sportul Popular társlapja lett. 1951. november 30-án szüntették meg.
Az 1956-os „oldódás” időszakában ismét indítottak magyar nyelvű sportlapot, Új Sport címmel, amely hetente kétszer, majd háromszor, Rabsán Tamás főszerkesztésében egészen 1959. február 26-ig jelent meg. Vele párhuzamosan Sepsiszentgyörgyön is kiadtak egy sportlapot Tömegsport címmel mint a Sepsi rajoni Testnevelési és Sportszervezet híradóját. Ez azonban rendszertelenül jelentkezett 1958. augusztus–november között.

### 1989 után
Az 1989-es változás után a sportlap műfaja is csábította a vállalkozó szellemű újságírókat. Ám többnyire csak rövid életű (néhány hónapig megjelenő) lapokat sikerült összehozni, amelyek a terjesztés kezdetlegessége és szervezetlensége miatt egészen szűk kör érdeklődésére tudtak csak számítani. Ezek közé tartozott az Udvarhelyi Sport 7 (1990. május–szeptember között), az összesen 5 számot megért szatmárnémeti Hétfői Sporthíradó (1990), az impresszuma szerint Szatmárnémeti–Nyíregyháza–Ungvár megjelenésű Hármashatár (1992–94), a csíkszeredai Új Sport Magazin (1991–92), a Háromszék önálló melléklete, a Hétfői Sport (1994).
Hosszabb élettartamot egyedül a Csíkszeredában kiadott Új Sport (1990–94) ért el, amely eleinte napilap, majd hetilap. Alapító főszerkesztője Péter László, utódja Dobos László volt. A szerkesztésben részt vett többek között Botos László, Csinta Samu, Dobos László, Fülöp Zoltán, Halmágyi Zsolt, Koszta István, László Ferenc és Vajda Zoltán.
Az önálló sportlapokat hamarosan kiszorította a televízió, amellyel a hírközlés gyorsasága és a képi megjelenítés révén az írott-nyomtatott sajtó nem versenyezhetett. A magyar napilapok azonban továbbra is helyet biztosítottak a sport helyi, országos és világeseményeinek, főképp a közönségnek azt a rétegét elégítve ki, amelynek anyagi okoknál fogva nem volt módja a televíziós hírszolgálat előnyeit élvezni.
Az 1944 utáni évtizedek sajtójában kiemelkedett néhány olyan sportújságíró, akik – bár nem érték el, hogy önálló könyveik jelenhessenek meg – lapjuk olvasóinak több évtizedes tájékoztatásával maradandó érdemeket szereztek. Ezek közé tartozik László Ferenc, a kolozsvári Igazság, majd a Szabadság sportújságírója, aki már 1956-ban sorozatban mutatta be az olimpiai játékok történetét (Athéntól Melbourne-ig. Előre, 1956. szeptember–november), s párhuzamosan egy másik sorozatban az 1956-os olimpiai előkészületeket és esélyeket (Igazság, 1956. szeptember–november). Hasonló sorozata jelent meg az 1972-es müncheni olimpia előtt (München előtt – az olimpiai játékok történetéből. Új Élet, 1971–72), később a lillehammeri téli olimpiai játékok idején (Kolozsvárról – a lillehammeri téli olimpiáról. Romániai Magyar Szó, 1994. február). Ő írta meg 400 romániai magyar sportoló szócikkét az Erdélyi magyar ki kicsoda (Nagyvárad, 1996 és Nagyvárad, 1999) számára.
A romániai magyar sportújságírók sokáig szervezeti keretek nélkül vagy az újságírószervezetekben tevékenykedtek. 1994-ben néhányan kezdeményezték ugyan a Magyar Újságírók Romániai Egyesülete keretében külön sportújságíró szakosztály létrehozását, de csak 1998-ban sikerült a Romániai Magyar Sportújságírók Egyesületét megalakítani. Ez az egyesület, amely jelenleg 53 tagot számlál, magába foglalja mind az írott, mind az elektronikus sajtóban tevékenykedő sportújságírókat. Képviselteti magát országos és nemzetközi rendezvényeken, támogatást nyújt tagjai számára, hogy hivatalos minőségben vegyenek részt ilyen rendezvényeken. Elnöke megalakulása óta Áros Károly, a Háromszék sportrovatának vezetője, ügyvezető elnöke Dobos László (Hargita Népe) és Becze Zoltán (Csíki TV).